# Lia Oberstar
Lia Oberstar es una deportista estadounidense que compitió en natación. Ganó dos medallas en el Campeonato Mundial de Natación en Piscina Corta de 1997, plata en 4 × 100 m estilos y bronce en 200 m espalda.

## Palmarés internacional
| Campeonato Mundial en Piscina Corta | Campeonato Mundial en Piscina Corta | Campeonato Mundial en Piscina Corta | Campeonato Mundial en Piscina Corta |
| Año                                 | Lugar                               | Medalla                             | Prueba                              |
| ----------------------------------- | ----------------------------------- | ----------------------------------- | ----------------------------------- |
| 1997                                | Gotemburgo (Suecia)                 | Medalla de plata                    | 4 × 100 m estilos                   |
| 1997                                | Gotemburgo (Suecia)                 | Medalla de bronce                   | 200 m espalda                       |